# Pallenella laevis
Pallenella laevis är en havsspindelart som beskrevs av Hoek, P.P.C. 1881. Pallenella laevis ingår i släktet Pallenella och familjen Callipallenidae. Inga underarter finns listade i Catalogue of Life.